# Listonosz zawsze dzwoni dwa razy (film 1981)
Listonosz zawsze dzwoni dwa razy – amerykański dramat kryminalny neo-noir z 1981, druga angielska adaptacja powieści Jamesa Caina. Pierwszej dokonano w 1946.

## Fabuła
Włóczęga Frank Chambers zatrudnia się w przydrożnym barze, którego właścicielem jest Nick Papadakis, żonaty z młodszą od siebie Corą. Wkrótce Cora nawiązuje romans z Frankiem. Razem postanawiają zamordować Nicka Papadakisa.

## Główne role
- Jack Nicholson - Frank Chambers
- Jessica Lange - Cora Papadakis
- John Colicos - Nick Papadakis
- Michael Lerner - Katz
- John P. Ryan - Kennedy
- Anjelica Huston - Madge
- i inni...